# 涞源县
涞源县在河北省西部、拒马河与唐河上游，是保定市下辖的一个县，邻接山西省。县政府驻涞源镇开源路29号。

## 地理位置
东经114°20′-115°05′，北纬39°01′-39°40′，县域面积2448平方公里。太行山、燕山、恒山三山交汇，拒马河、易水、涞水三水同源。主要地形为山地，平均海拔在1000米以上，最高点为犁华尖，海拔2144米；涞源县城处于涞源盆地中心，平均海拔800－900米。涞源地处两省三市交界处（山西、河北，保定、张家口、大同）。省界，与山西省灵丘县接壤，途经南马庄、走马驿、水堡、北石佛、金家井、留家庄6个乡镇，南北界长97.5公里。市界，与张家口市蔚县相连，途经留家庄、上庄、东团堡3个乡，东西界长66.55公里。县界，东北接涞水县，途经东团堡、乌龙沟2个乡，南北界长23.65公里；东接易县，途经乌龙沟、塔崖驿、王安镇、杨家庄、银坊5个乡镇，南北界长81.24公里；东南接顺平县，途经银坊1个镇，东西界长4.31公里；南接唐县，途经银坊、走马驿、南马庄3个乡镇，东西界长50.8公里；西南接阜平县，途经南马庄，东西界长12.7公里。东北距北京160公里（直线距离，下同），东距天津210公里，西北距大同140公里，南距石家庄156公里，东南距保定89公里。

## 历史沿革
西汉置广昌县，属代郡，东汉属中山国；西晋仍属代郡，北魏废置；隋重置飞狐县，属上谷郡；唐辽金元均属蔚州；明重改为广昌县，仍属山西蔚州；清改属直隶省易州；民国改为涞源；现属河北省保定市。

## 行政区划
涞源县下辖10个镇、7个乡：
涞源镇、银坊镇、走马驿镇、水堡镇、王安镇、杨家庄镇、白石山镇、南屯镇、泉坊镇、北石佛镇、南马庄乡、金家井乡、留家庄乡、上庄乡、东团堡乡、塔崖驿乡和乌龙沟乡。

## 人口
根據第七次人口普查數據，截至2020年11月1日零時，淶源縣常住人口248890人。

## 交通
- 108国道、 112国道、 207国道过境。